# Ґузоватка (Остроленцький повіт)
Ґузоватка (пол. Guzowatka) — село в Польщі, у гміні Бараново Остроленцького повіту Мазовецького воєводства.
Населення — 129 осіб (2011).
У 1975-1998 роках село належало до Остроленцького воєводства.

## Демографія
Демографічна структура станом на 31 березня 2011 року:
|          | Загалом | Допрацездатний вік | Працездатний вік | Постпрацездатний вік |
| -------- | ------- | ------------------ | ---------------- | -------------------- |
| Чоловіки | 68      | 14                 | 47               | 7                    |
| Жінки    | 61      | 10                 | 38               | 13                   |
| Разом    | 129     | 24                 | 85               | 20                   |